# Бузмаки
Бузмаки́ (рос. Бузмаки) — присілок в Кезькому районі Удмуртії, Росія.
Населення — 49 осіб (2010; 66 в 2002).
Національний склад станом на 2002 рік:
- росіяни — 100 %